# Mike Ferguson (calciatore)
Mike Ferguson, diminutivo di Michael Kevin Ferguson (Burnley, 9 marzo 1943 – 27 agosto 2019) è stato un allenatore di calcio e calciatore inglese, di ruolo centrocampista.

## Carriera

### Giocatore
Dopo aver giocato nelle giovanili del Plymouth esordisce tra i professionisti nella stagione 1960-1961, all'età di 17 anni, con l'Accrington Stanley, club di quarta divisione; rimane in squadra anche nella stagione 1961-1962, nella quale il club viene però escluso a stagione in corso dal campionato (ed anche espulso dalla Football League); durante la sua permanenza nel club biancorosso segna una rete e gioca in totale 23 partite di campionato. Riprende poi a giocare nella stagione 1962-1963 con il Blackburn, con cui all'età di 19 anni esordisce in prima divisione, mettendo a segno 7 reti in 30 partite di campionato; nella stagione 1963-1964 segna invece 5 reti in 40 presenze, a cui aggiunge poi 3 reti in 38 presenze nella stagione 1964-1965 e 4 reti in 42 presenze nella stagione 1965-1966, terminata la quale il club retrocede in seconda divisione, categoria nella quale Ferguson tra il 1966 ed il 1968 mette a segno 10 reti in 70 partite di campionato. Successivamente gioca in seconda divisione anche nella stagione 1968-1969 (38 presenze e 2 reti con la maglia dell'Aston Villa) e dal 1969 al 1973 (68 presenze e 2 reti totali con il QPR). Gioca poi in quarta divisione con Cambridge Utd e Rochdale, trascorrendo nel 1975 anche un periodo nella NASL con i L.A. Aztecs, con cui realizza 2 reti in 21 partite giocate. Torna infine in patria all'Halifax Town, con cui nella stagione 1976-1977 gioca le sue ultime 2 partite in carriera da professionista, in quarta divisione.
In carriera ha totalizzato complessivamente 459 presenze e 43 reti nei campionati della Football League.

### Allenatore
Ha iniziato ad allenare nel 1976, quando dopo aver lasciato il Rochdale (e prima di andare all'Halifax Town) ha allenato per un periodo l'ÍA Akraness, club della prima divisione islandese. Successivamente nella stagione 1977-1978 ha allenato il Rochdale, nella quarta divisione inglese. Ha poi allenato vari club nella prima divisione cipriota e trascorso un periodo come vice allenatore di Malcolm Allison nella nazionale del Kuwait.